# Сувад Грабус
Сувад Грабус (на сърбохърватски език Suvad Grabus) е словенски професионален футболист от босненски произход, защитник.
Най-продължителният период от кариерата му е за словенския първодивизионен НК Интерблок (Любляна), в който от 2006 до 2009 г. изиграва 57 мача с 1 отбелязан гол. През лятото на 2011 г. преминава в българския Лудогорец 1945 (Разград), с който разтрогва по взаимно съгласие през декември 2011 г. , като за този шестмесечен период изиграва само един мач за разградския тим.